# 1237

## Починали
- Йоан дьо Бриен, латински император
- 14 януари – Св. Сава, сръбски духовник
- княз Петър – син на цар Иван Асен II
- царица Анна – съпруга на цар Иван Асен II
- патриарх Йоаким I Български